# Liste der Monuments historiques in Allas-Bocage
Die Liste der Monuments historiques in Allas-Bocage führt die Monuments historiques in der französischen Gemeinde Allas-Bocage auf.

## Liste der Bauwerke
| Bezeichnung      | Beschreibung              | Standort | Kennzeichnung | Schutzstatus | Datum | Bild           |
| ---------------- | ------------------------- | -------- | ------------- | ------------ | ----- | -------------- |
| Kirche St-Martin | Erbaut im 12. Jahrhundert | (Lage)   | PA00104590    | Inscrit      | 1986  | weitere Bilder |

## Liste der Objekte

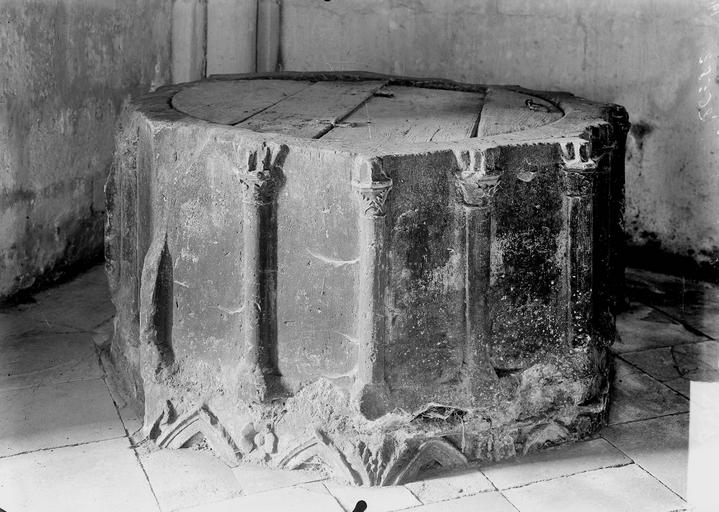
Gotisches Taufbecken in der Kirche St-Martin

Zum Verständnis siehe: Kirchenausstattung
- Monuments historiques (Objekte) in Allas-Bocage in der Base Palissy des französischen Kultusministeriums